# Lipton

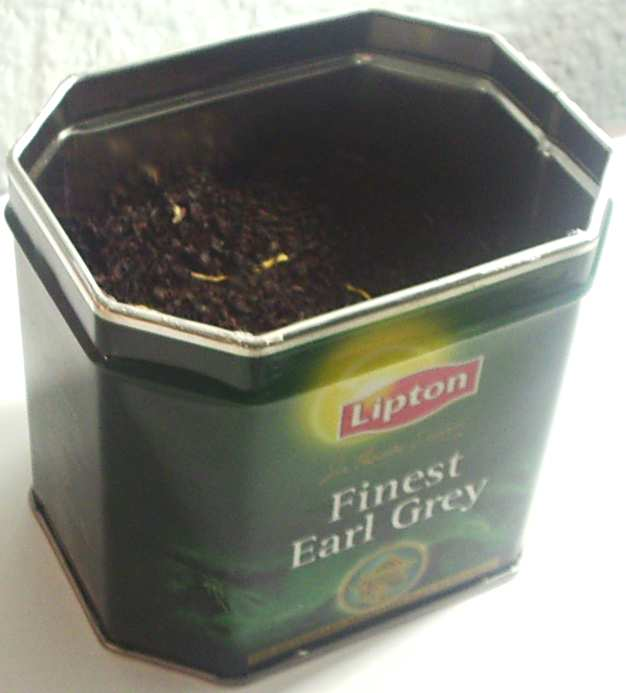
Blikje Lipton Earl Greythee

Lipton is een geregistreerde merknaam in de theehandel.
Het van oorsprong Britse bedrijf werd opgericht door de Schot Thomas Lipton.
De merknaam wordt gebruikt door twee bedrijven. Unilever produceert ijsthee (samen met PepsiCo) en heeft de theedivisies in India, Indonesië en Nepal. De overige activiteiten zijn sinds 2022 in handen van CVC Capital Partners.

## Geschiedenis
Thomas Lipton (1850-1931) kocht theeplantages op in Ceylon (het huidige Sri Lanka) en ging thee verkopen in eigen winkels waardoor hij de tot dan toe dure thee goedkoop kon aanbieden. Het bedrijf werd in 1971 overgenomen door Unilever. In 1991 richtte Unilever en PepsiCo een joint venture op voor de verkoop van ijsthee in Noord-Amerika. In 2003 werd er ook een joint venture opgericht voor de rest van de wereld.
Een deel van het Lipton-assortiment werd geproduceerd te Vorst (België), de fabriek sloot op 31 december 2019. Lipton Ice Tea wordt onder andere geproduceerd door Vrumona te Bunnik (Nederland).
Vanwege teruglopende omzet van zwarte thee bracht Unilever zijn theedivisie in 2021 gedeeltelijk onder in een dochteronderneming ekaterra, met als doel het te verkopen. Durfinvesteerder CVC Captial Partners kocht de onderneming in 2022.

## Keuringsdienst van Waarde
In 2014 kwam Lipton in opspraak nadat uit onderzoek van Rijksuniversiteit Groningen voor het televisieprogramma de Keuringsdienst van Waarde was gebleken dat Lipton suiker toevoegde aan onder andere hun groene en Yellow Label thee, terwijl dat niet vermeld staat op de verpakking. In een reactie liet Lipton weten dat dit inderdaad het geval is maar dat de hoeveelheid toegevoegde suiker te verwaarlozen klein is.

## Lipton en duurzaamheid
In mei 2007 kondigde Lipton aan dat ze haar thee op duurzame wijze wil produceren. Het bedrijf vroeg de Rainforest Alliance, een internationale milieu-NGO, om te beginnen met het certificeren van theeplantages in Oost-Afrika. In 2008 begon het bedrijf met het verkopen van Lipton Yellow Label waarvan de thee afkomstig is van door de Rainforest Alliance gecertificeerde plantages. Unilever wilde alle theezakjes van deze soort in West-Europa in 2010 gecertificeerd hebben. Wereldwijd zouden alle Lipton-theezakjes in 2015 gecertificeerd moeten zijn.